# Bielskis
Bielskis ist ein litauischer männlicher Familienname slawischer Herkunft, abgeleitet vom russischen Wort 'belyj', dt. weiß.

## Weibliche Formen
- Bielskytė (ledig)
- Bielskienė (verheiratet)

## Personen
- Andrius Bielskis (* 1973), litauischer Philosoph, Professor
- Caroline Bielskis (* 1980), US-amerikanische Schauspielerin